# Classe Oasis

La classe Oasis (anciennement connue sous le nom de projet Genesis) est une classe de cinq (six en 2024) navires de croisière commandée par la Royal Caribbean Cruise Line. Cette classe a représenté les plus grands paquebots du monde entre 2009 et 2024, année de la mise en service du Icon of the Seas, premier navire de la classe Icon.

## Les unités de la classe
Les cinq premiers navires de la classe sont actuellement en service, le cinquième a été commandé en mai 2016. Le sixième paquebot a été commandé en février 2019 et a été mis en service au printemps 2024. Un septième exemplaire a été commandé pour une livraison en 2028.
| Nom                  | Image | IMO     | Tonnage    | Longueur       | Largeur      | Passagers | Chantier naval                                    | Statut             | Mise en service   |
| -------------------- | ----- | ------- | ---------- | -------------- | ------------ | --------- | ------------------------------------------------- | ------------------ | ----------------- |
| Oasis of the Seas    |       | 9383936 | 226 838 GT | 360 mètres     | 47 mètres    | 6 780     | STX Finland, Turku (Finlande)                     | En service         | 1er décembre 2009 |
| Allure of the Seas   |       | 9383948 | 225 282 GT | 360,05 mètres  | 47 mètres    | 6 780     | STX Finland, Turku (Finlande)                     | En service         | 30 octobre 2010   |
| Harmony of the Seas  |       | 9682875 | 226 963 GT | 362,12 mètres  | 47,42 mètres | 6 687     | Chantiers de l'Atlantique, Saint-Nazaire (France) | En service         | 15 mai 2016       |
| Symphony of the Seas |       | 9744001 | 228 081 GT | 361,011 mètres | 47,44 mètres | 6 680     | Chantiers de l'Atlantique, Saint-Nazaire (France) | En service         | 24 mars 2018      |
| Wonder of the Seas   |       | 9838345 | 235 600 GT | 362,04 mètres  | 47 mètres    | 6988      | Chantiers de l'Atlantique, Saint-Nazaire (France) | En service         | 5 novembre 2021   |
| Utopia of the Seas   |       | 9880001 | 236 473 GT | 361,12 mètres  | 47 mètres    | 7060      | Chantiers de l'Atlantique, Saint-Nazaire (France) | En service         | 23 juin 2024      |
| TBA                  |       |         |            |                |              |           | Chantiers de l'Atlantique, Saint-Nazaire (France) | Commandé pour 2028 |                   |

## Construction
La classe Oasis dépasse l'ancienne classe Freedom en tant que plus grands paquebots à passagers du monde. Avec 21 m de plus en longueur et 8,5 m en largeur elle augmente la jauge brute de près de 45 % offrant une capacité de 5 400 passagers en double-cabine.

Cette classe, comme la classe Freedom, a été réalisée par Meyer Turku Shipyard (ex-STX Finland) sur les anciens chantiers finlandais Aker Yards à Turku. En 2012, Royal Caribbean contacte les chantiers de Turku pour commander deux navires Oasis : le 3e et le 4e. Les chantiers finlandais n'arrivant pas à boucler le montage financier, les chantiers de l'Atlantique STX France de Saint-Nazaire profitent de la situation pour attirer l'attention de la compagnie. En décembre 2012, les chantiers français STX France signent avec Royal Carribean une commande portant sur la construction du troisième Oasis et une option pour le quatrième. La découpe de la première tôle de l'Oasis 3 (A34 est le nom de code du navire aux chantiers) a eu lieu le 23 septembre 2013 et la mise en cale du navire le 9 mai 2014 en présence des deux dirigeants de Royal Caribbean et de Laurent Castaing (PDG des chantiers) ; Royal Caribbean a ainsi pu profiter de la cérémonie pour confirmer l'option du quatrième Oasis, qui sera donc livré par les chantiers nazairiens en 2018. Les deux navires construits à Saint-Nazaire seront plus économes et légèrement plus longs que leurs prédécesseurs (2 ou 3 mètres de plus).
Le nom de l'Oasis 3 est annoncé par Royal Caribbean en mars 2015 : Harmony of the Seas. Le navire est livré le 12 mai 2016 à Royal Caribbean et quitte Saint-Nazaire le 15 mai 2016. À la suite du départ de Harmony of the Seas, Royal Caribbean décide de commander un cinquième paquebot. Peu de précisions ont été apportées sur cet Oasis 5 ; il pourrait être très différent des quatre premiers navires, tout comme le sixième paquebot de la classe, commandé début 2019 à Saint-Nazaire, qui sera identique au cinquième navire. Le Wonder of the Seas, cinquième paquebot de la classe, sera le premier paquebot basé en Asie, courant 2022, ayant pour port d'attache Shanghai.
Le sixième navire de la classe Oasis sera propulsé au GNL, permettant ainsi de réduire les émissions polluantes.

## Caractéristiques
Les navires sont constitués de :
- 25 restaurants
- 4 piscines, 10 bains à remous dont 2 suspendus au-dessus de l'eau
- 3 toboggans aquatiques (Présent uniquement à bord de l'Harmony of the Seas, de Symphony of the Seas et de Wonder of the Seas)
- 2 toboggans "Ultimate Abyss" (Non aquatiques et uniquement présent à bord de Oasis of the Seas, Harmony of the Seas, Symphony of the Seas et Wonder of the Seas)
- 2 théâtres dont 1 aquatique en extérieur
- 1 spa
- 1 casino
- parc naturel (Central Park)
- bar bionique (présent uniquement à bord de Harmony of the Seas, de Symphony of the Seas, et de Wonder of the Seas)
- un mini golf et terrains de sports
- une patinoire
- un carrousel
- tyroliennes
- 2 murs d'escalades
- 2 simulateurs de surf (FlowRider)